# Migrazione nictemerale

Migrazione giornaliera degli organismi marini nella zona di penombra e la superficie – animazione della NASA

La migrazione nictemerale o migrazione verticale giornaliera è un modello di spostamento su base giornaliera utilizzato da alcuni organismi come i copepodi che vivono negli oceani o nei laghi.
La migrazione avviene quando gli organismi si spostano verso la zona epipelagica durante la notte per ritornare verso la zona mesopelagica o verso la zona profonda dei laghi nelle ore di luce. Questi spostamenti sono importanti per la rete trofica marina e per il sequestro del carbonio nei sedimenti marini profondi.
In termini di biomassa la migrazione nictemerale è la più importante migrazione sincrona del mondo.
Non è ristretta ad alcun particolare gruppo tassonomico, ad esempio è nota per crostacei come i copepodi, molluschi cefalopodi e pesci ossei salmonidi e Myctophidae.
Il fenomeno apporta numerosi vantaggi agli organismi coinvolti come l'accesso alle risorse trofiche e l'evitamento dei predatori. È innescato da vari stimoli tra i quali il principale è il cambiamento nell'intensità luminosa, ma ci sono prove che anche il ritmo circadiano sia uno stimolo fondamentale. Sebbene questa migrazione di massa avvenga generalmente di notte, quando gli organismi risalgono dalle profondità ridiscendendo al levarsi del sole, il tempismo può variare in risposta ai diversi segnali e stimoli che la innescano. Alcune particolari situazioni possono impattare la migrazione, ad esempio può essere assente durante il sole di mezzanotte nelle regioni artiche e la migrazione verticale può avvenire improvvisamente durante un'eclissi solare. La migrazione può essere influenzata anche dalla copertura nuvolosa.

## Scoperta
Il fenomeno è stato documentato per la prima volta dal naturalista francese Georges Cuvier nel 1817 che notò che i crostacei planctonici del genere Daphnia apparivano e scomparivano su base giornaliera.
Durante la seconda guerra mondiale la United States Navy scoprì lo strato riflettente profondo o DSL mentre procedeva a letture di tracciati sonar sottomarini. Durante l'esecuzione di esperimenti sulla propagazione del suono, la divisione di ricerca bellica dell'Università della California (UCDWR) ottenne regolarmente risultati con l'ecoscandaglio che mostravano un segnale netto di riflessione a mezz'acqua. All'epoca si ipotizzò che queste letture potessero essere attribuite a sommergibili nemici..
In collaborazione con l'UCDWR, i ricercatori della Scripps riuscirono a confermare che i riverberi osservati dall'ecoscandaglio erano in realtà legati alla migrazione verticale diurna degli organismi marini. Il DSL era causato da vasti e densi raggruppamenti di organismi, come lo zooplancton, che disperdevano il segnale del sonar creando un cosiddetto falso fondale o secondo fondale.
Una volta che gli scienziati iniziarono a studiare approfonditamente le cause del DSL, si scoprì che un'ampia gamma di organismi effettuava migrazioni verticali. La maggior parte degli organismi planctonici e alcuni nectonici effettuano un qualche tipo di migrazione verticale, anche se non sempre giornaliera. Queste migrazioni possono avere effetti sostanziali sui predatori intermedi e sui superpredatori modulando la concentrazione e la disponibilità delle loro prede (ad esempio, l'impatto sul comportamento predatorio dei pinnipedi)..

## Tipi di migrazione verticale

### Giornaliera
È la forma più comune di migrazione verticale. Gli organismi effettuano spostamenti tra diverse profondità nella colonna d'acqua su base giornaliera. La migrazione generalmente avviene tra le acque poco profonde della zona epipelagica e quelle della zona mesopelagica dell'oceano o dell'ipolimnio dei laghi.
Si conoscono tre tipi di migrazione verticale giornaliera:

#### Migrazione verticale notturna
Si tratta della forma più comune: gli organismi salgono in superficie attorno al tramonto, vi rimangono durante la notte e migrano in profondità verso l'alba.

#### Migrazione inversa
Avviene quando gli organismi salgono verso la superficie al levarsi del sole e vi restano durante le ore di luce per scendere in profondità al tramonto.

#### Migrazione crepuscolare giornaliera
La migrazione crepuscolare coinvolge due diversi spostamenti in un periodo di 24 ore. La prima risalita avviene al crepuscolo seguita da una discesa intorno a mezzanotte. La seconda risalita avviene all'alba e anch'essa è seguita da una discesa.

### Stagionale
Gli organismi vengono rinvenuti a diverse profondità in base alla stagione. I cambiamenti stagionali dell'ambiente possono influenzare i pattern migratori. La normale migrazione verticale diurna si verifica nelle specie di foraminiferi durante tutto l'anno nelle regioni polari; tuttavia, durante il sole di mezzanotte, non esistono segnali luminosi differenziali, quindi rimangono in superficie per nutrirsi dell'abbondante fitoplancton o per facilitare la fotosintesi da parte dei loro simbionti. Tuttavia, questo non è vero per tutte le specie in ogni momento. È stato osservato che lo zooplancton risincronizza le proprie migrazioni con la luce della luna durante i periodi in cui il sole non è visibile, e che rimane in acque più profonde quando la luna è piena..
È stato dimostrato che gli zooplanctonti più grandi che migrano stagionalmente, come i copepodi svernanti, trasportano una quantità considerevole di carbonio negli ambienti oceanici profondi attraverso un processo noto come "pompa lipidica". La pompa lipidica è un processo che sequestra il carbonio (sotto forma di lipidi ricchi di carbonio) dalla superficie dell'oceano attraverso la discesa in profondità dei copepodi durante l'autunno. Questi copepodi accumulano i lipidi durante la tarda estate e l'autunno prima di scendere in profondità per svernare, in risposta alla ridotta produzione primaria e alle difficili condizioni in superficie Inoltre, si affidano a queste riserve lipidiche che vengono metabolizzate a scopo energetico per sopravvivere durante l'inverno prima di risalire in superficie in primavera, tipicamente all'inizio di una fioritura primaverile del fitoplancton.

### Ontogenetica
Molti organismi trascorrono le differenti fasi del loro sviluppo a diverse profondità. Spesso si osservano notevoli differenze nei modelli di migrazione delle femmine adulte di copepodi, come Eurytemora affinis, che rimangono in profondità con solo modesti spostamenti verso l'alto durante la notte, rispetto agli altri stadi vitali che effettuano spostamenti di oltre 10 metri. Inoltre, si osserva una tendenza in altri copepodi, come Acartia spp, che mostrano un aumento dell'ampiezza delle migrazioni giornaliere con il progredire degli stadi vitali. Ciò è probabilmente dovuto all'aumento delle dimensioni del corpo dei copepodi e al rischio associato di predatori visivi, come i pesci, poiché le dimensioni maggiori li rendono più evidenti.

## Stimoli che induconola migrazione
Esistono due categorie di fattori che svolgono un ruolo nella migrazione verticale: fattori endogeni ed esogeni. I fattori endogeni derivano dall'organismo stesso: sesso, età, dimensioni, stadio biologico, ecc. I fattori esogeni sono fattori ambientali che influenzano l'organismo, come la luce, la gravità, la concentrazione di ossigeno disciolto, la temperatura, le interazioni predatore-preda, ecc..

### Fattori endogeni

#### Ritmo endogeno
Gli orologi biologici sono un senso del tempo innato negli organismi, che permette loro di anticipare i cambiamenti e i cicli ambientali, in modo da essere in grado di rispondere fisiologicamente e comportamentalmente al cambiamento atteso.
Sono state trovate prove di ritmi circadiani che controllano la migrazione nictemerale, il metabolismo e persino l'espressione genica nella specie di copepodi Calanus finmarchicus. È stato dimostrato che questi copepodi continuano a mostrare questi ritmi giornalieri di migrazione verticale in laboratorio anche in condizioni di buio costante, dopo essere stati prelevati da popolazioni selvatiche che effettuano migrazioni attive.
Presso lo Scripps Institution of Oceanography è stato condotto un esperimento tenendo gli organismi in vasche a colonna esposte a normali cicli di luce/buio. Pochi giorni dopo le vasche sono state sottoposte a una luce bassa costante e gli organismi hanno continuato ad effettuare una migrazione verticale diurna. Ciò suggerisce che la migrazione sia causata da un qualche tipo di risposta interna.

#### Espressione dei geni orologio
Molti organismi, tra cui il copepode C. finmarchicus, hanno materiale genetico destinato al funzionamento del loro orologio biologico. L'espressione di questi geni varia temporalmente e aumenta significativamente dopo l'alba e il tramonto, nei momenti nei quali la migrazione verticale ha la sua massima intensità. Questi risultati potrebbero indicare che essi funzionano come stimolo molecolare per la migrazione verticale.

#### Taglia
È stato riscontrato che le dimensioni relative di un organismo influenzano la DVM. I pesci Salmonidae Salvelinus confluentus compiono migrazioni verticali giornaliere e stagionali, con gli individui più piccoli che rimangono sempre a una profondità maggiore rispetto a quelli più grandi. Questo fenomeno è probabilmente dovuto al rischio di predazione, ma dipende dalle dimensioni dell'individuo: gli animali più piccoli possono essere più inclini a rimanere in profondità.

### Fattori esogeni

#### Luce
La luce è lo stimolo più comune e più critico per la migrazione verticale Tuttavia, almeno fino al 2010, non sono state condotte ricerche sufficienti per determinare quale aspetto del campo luminoso sia responsabile. A partire dal 2020, la ricerca ha suggerito che sia l'intensità che la composizione spettrale della luce sono importanti.

#### Temperatura
Gli organismi possono migrare verso una profondità in cui l'acqua ha temperature più adatte alle loro esigenze, ad esempio alcune specie di pesci migrano verso acque superficiali più calde per favorire la digestione. Le variazioni di temperatura possono influenzare il comportamento natatorio di alcuni copepodi. In presenza di un forte termoclino, alcuni zooplanctonti possono essere inclini ad attraversarlo e a migrare verso le acque superficiali, anche se questo comportamento smbra essere molto variabile anche in una singola specie. Il copepode marino Calanus finmarchicus migra attraverso gradienti di temperatura di circa 6 °C sul George's Bank, mentre nel Mare del Nord si osserva che rimane al di sotto di tale gradiente.

#### Salinità
I cambiamenti di salinità possono spingere gli organismi a cercare acque più idonee se sono stenoaline o non sono in grado di regolare la propria pressione osmotica. Le aree interessate da cicli di marea accompagnati da variazioni di salinità, come ad esempio gli estuari, possono registrare migrazioni verticali in alcuni organismi dello zooplancton. Anche la salinità è stata proposta come fattore che regola l'impatto biogeochimico della migrazione nictemerale.

#### Pressione
È stato riscontrato che le variazioni di pressione producono risposte differenziali che portano alla migrazione verticale. Molti zooplanctonti reagiscono all'aumento della pressione con una fototassi positiva, una geotassi negativa e/o una risposta cinetica che porta alla risalita nella colonna d'acqua. Allo stesso modo, quando la pressione diminuisce, lo zooplancton risponde affondando passivamente o nuotando attivamente verso il basso per scendere nella colonna d'acqua.

#### Kairomoni dei predatori
Alcini predatori rilasciano dei kairomoni che inducono la preda a una migrazione verticale.  È stato dimostrato che l'introduzione di una specie potenzialmente predatrice, come un pesce, nell'habitat di alcuni organismi dello zooplancton a migrazione verticale diurna influenza i modelli di distribuzione osservati nella loro migrazione. Ad esempio, uno studio condotto su Daphnia e un pesce troppo piccolo per predarle (Poecilia reticulata) ha rilevato che con l'introduzione del pesce nel sistema la Daphnia rimaneva al di sotto del termoclino, dove il pesce non era presente. Questo dimostra gli effetti dei kairomoni sul pattern migratorio di Daphnia

#### Maree
È stato riscontrato che alcuni organismi si muovono con il ciclo delle maree. Uno studio ha esaminato l'abbondanza di una specie di piccoli gamberi, Acetes sibogae, e ha scoperto che tendevano a spostarsi più in alto nella colonna d'acqua e in numero maggiore durante le maree crescenti che durante le maree di riflusso presso un estuario. È possibile che i fattori che variano con le maree siano il vero fattore scatenante della migrazione piuttosto che il movimento dell'acqua stessa, come la salinità o le minime variazioni di pressione.

## Motivi della migrazione
Le ipotesi sul perché gli organismi migrino verticalmente sono molte e diverse possono essere attive contemporaneamente.

### Evitamento dei predatori
L'universalità della DVM suggerisce che alla base vi sia un qualche importante fattore comune. 
La connessione tra luce disponibile e DVM ha portato i ricercatori a teorizzare che gli organismi possano rimanere in aree più profonde e buie durante il giorno per evitare di essere attaccati dai predatori che cacciano con l'uso della vista. Sebbene la superficie dell'oceano fornisca abbondanti risorse trofiche, per molte specie potrebbe essere più sicuro visitarla di notte.
La predazione dipendente dalla luce da parte dei pesci è una comune pressione che causa migrazioni verticali diurne nello zooplancton e nel krill. Un dato corpo idrico può essere visto come un gradiente di rischio in cui gli strati superficiali sono più rischiosi per risiedere durante il giorno rispetto alle acque profonde, e come tale promuove una longevità differenziale tra gli organismi planctonici che si stabiliscono a diverse profondità nelle ore diurne. In effetti, in molti casi è vantaggioso per lo zooplancton migrare in acque profonde durante il giorno per evitare la predazione e risalire in superficie di notte per nutrirsi. Ad esempio, la specie di krill a distribuzione settentrionale Meganyctiphanes norvegica compie una migrazione verticale diurna per evitare i pesci planctofagi.
I pattern migratori sembrano sostenere la teoria dell'evitamento dei predatori. I migratori rimangono in gruppo durante la migrazione, un comportamento che può proteggere gli individui all'interno del gruppo dall'essere predati. I gruppi di animali più piccoli e difficili da vedere iniziano la loro migrazione verso l'alto prima delle specie più grandi e vistose, coerentemente con l'idea che l'individuabilità da parte dei predatori visivi sia una questione chiave. Gli organismi più piccoli possono iniziare a migrare verso l'alto fino a 20 minuti prima del tramonto, mentre i pesci più grandi e appariscenti possono aspettare fino a 80 minuti dopo il tramonto. Le specie che riescono a evitare meglio i predatori tendono a migrare prima di quelle con minori capacità di nuoto. I calamari sono una delle prede principali per il grampo (Grampus griseus), un predatore che respira aria, ma che si basa su segnali acustici piuttosto che visuali per cacciare. I calamari ritardano il loro schema migratorio di circa 40 minuti quando ci sono i delfini, riducendo il rischio di essere predati ma nutrendosi più tardi e per un periodo più breve.

### Vantaggi metabolici
Un'altra possibilità è che i predatori possano beneficiare della migrazione verticale diurna come strategia di conservazione dell'energia. Alcuni studi indicano che i maschi di gattuccio (Scyliorhinus canicula) seguono una strategia di "caccia al caldo - riposo al fresco" che consente loro di ridurre i costi energetici giornalieri. Rimangono in acque calde solo per il tempo necessario a procurarsi il cibo, per poi tornare in aree più fresche dove il loro metabolismo può rallentare..
In alternativa gli organismi che si nutrono sul fondo in acque fredde durante il giorno possono migrare verso le acque superficiali durante la notte per digerire il pasto a temperature più calde.

### Evitamento dei danni da raggi UV
La luce solare può penetrare nella colonna d'acqua. Se un organismo, soprattutto se piccolo come un microrganismo, si trova troppo vicino alla superficie i raggi UV possono danneggiarlo. Per questo motivo può evitare di avvicinarsi troppo alla superficie, soprattutto durante il giorno.

### Trasparenza dell'acqua
In acque poco trasparenti, dove sono presenti pesci e la disponibilità di cibo è maggiore, i pesci tendono a essere il principale motore della migrazione nictemerale. Nei corpi idrici più trasparenti, dove i pesci sono meno numerosi e la qualità delle risorse trofiche migliora nelle acque più profonde, i raggi UV possono percorrere distanze maggiori, fungendo così da principale motore della migrazione in questi casi.

## Eventi insoliti
A causa delle particolari tipologie di stimoli e spunti utilizzati per avviare la migrazione verticale, eventuali anomalie possono modificare drasticamente il modello di migrazione.
Ad esempio, la presenza del sole di mezzanotte nell'Artico induce cambiamenti nel comportamento della fauna planctonica, che normalmente si effettua migrazioni nictemerali con un ciclo diurno e notturno di 24 ore. Nelle estati dell'Artico il polo nord della Terra è diretto verso il sole, creando giornate più lunghe e, alle alte latitudini, una luce diurna ininterrotta nelle 24 ore.. Sono state osservate specie di foraminiferi oceanici che cessano le migrazioni e rimangono in superficie per nutrirsi di fitoplancton. Per esempio Neogloboquadrina pachyderma e altre specie che contengono simbionti fotosintetizzanti come Turborotalita quinqueloba rimangono alla luce del sole per favorire la fotosintesi. Le variazioni del ghiaccio marino e della concentrazione di clorofilla in superficie sono risultate determinanti per l'habitat verticale di N. pachyderma nell'Artico.
Esistono anche prove di cambiamenti nei modelli di migrazione verticale durante gli eventi di eclissi solare. Nei momenti in cui il sole viene oscurato durante le normali ore di luce del giorno, si verifica un'improvvisa e drammatica diminuzione dell'intensità luminosa. La diminuzione dell'intensità luminosa riproduce la tipica illuminazione notturna che stimola gli organismi planctonici a migrare. Durante un'eclissi, la distribuzione di alcune specie di copepodi si concentra in prossimità della superficie, ad esempio Calanus finmarchicus mostra un classico schema di migrazione diurna, ma su una scala temporale molto più breve.

## Importanza per la pompa biologica del carbonio

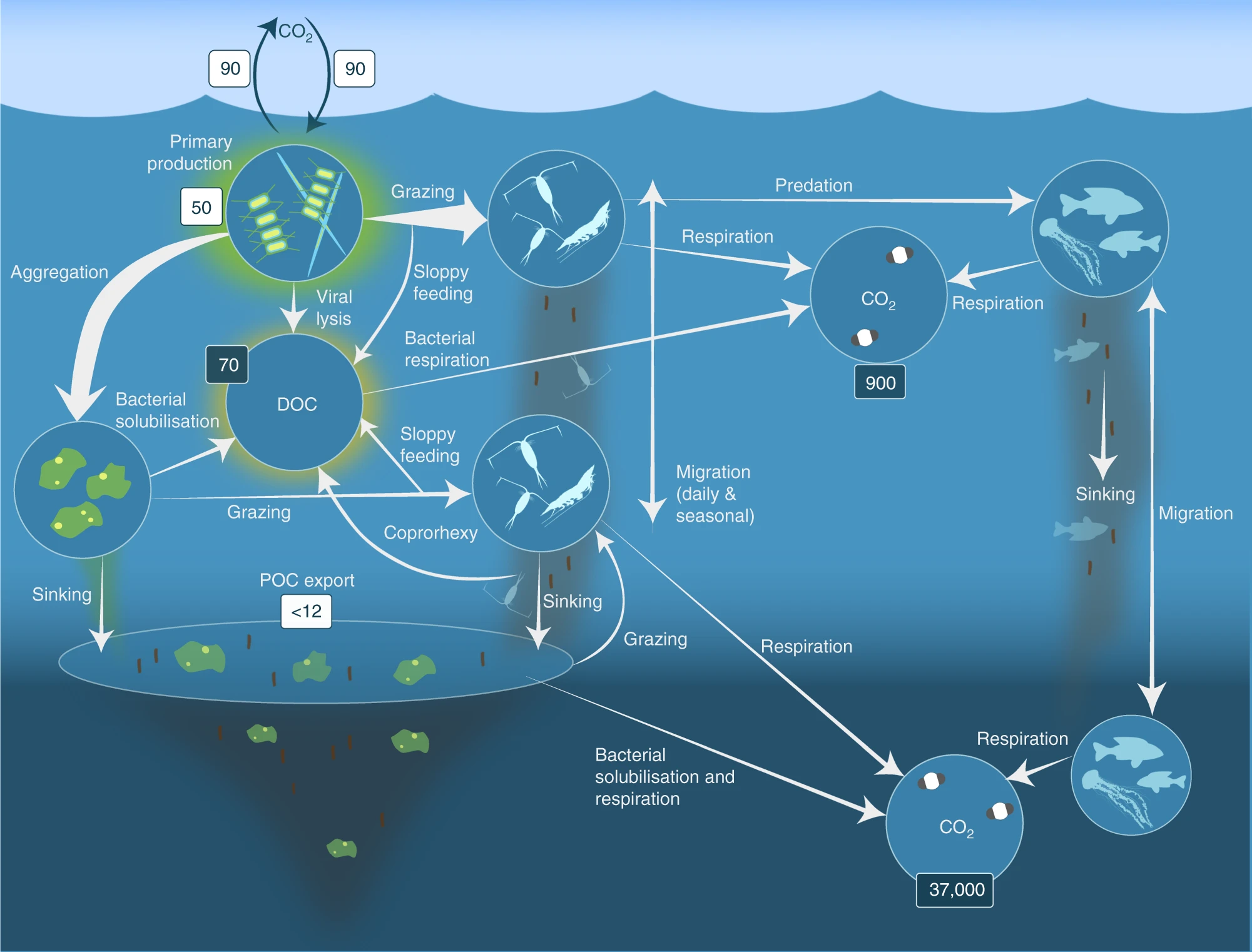
Il krill che migra verticalmente di giorno, gli zooplanctonti più piccoli come i copepodi e i pesci possono trasportare attivamente il carbonio in profondità consumando carbonio organico particolato nello strato superficiale di notte e metabolizzandolo alle profondità di residenza mesopelagica di giorno. A seconda del ciclo vitale delle specie, il trasporto attivo può avvenire anche su base stagionale.

La pompa biologica è la conversione della CO2 e dei nutrienti inorganici da parte della fotosintesi delle piante in particolato di materia organica nella zona eufotica e il trasferimento all'oceano più profondo. Questo è un processo importantissimo nell'oceano e senza la migrazione verticale non sarebbe altrettanto efficiente. L'oceano profondo riceve la maggior parte dei suoi nutrienti dalla parte più alta della colonna d'acqua, quando affondano sotto forma di neve marina. Questa è composta da animali e microrganismi morti o morenti e materiale fecale oltre a sedimenti e altro materiale inorganico.
Gli organismi migrano verso l'alto per nutrirsi di notte, quindi quando migrano di nuovo in profondità durante il giorno defecano grandi pellet fecali che affondano. Sebbene alcuni pellet fecali più grandi possano affondare abbastanza velocemente, la velocità con cui gli organismi si spostano in profondità è comunque maggiore. Di notte gli organismi si trovano nei primi 100 metri della colonna d'acqua, ma durante il giorno scendono tra gli 800 e i 1000 metri. Se gli organismi defecassero in superficie, i pellet fecali impiegherebbero giorni per raggiungere la profondità che invece raggiungono in poche ore. Pertanto, rilasciando i pellet fecali in profondità, essi hanno quasi 1000 metri in meno da percorrere per raggiungere l'oceano profondo. Gli organismi svolgono quindi un ruolo attivo nello spostamento della materia organica in profondità. Poiché gran parte del mare profondo, in particolare i microrganismi, dipende dai nutrienti che scendono verso il basso, quanto più velocemente possono raggiungere il fondo dell'oceano, tanto meglio è.
Lo zooplancton e le salpe svolgono un ruolo importante nel trasporto attivo dei pellet fecali. Si stima che il 15-50% della biomassa di zooplancton migri, contribuendo al trasporto del 5-45% dell'azoto organico particolato in profondità. Le salpe sono grandi organismi gelatinosi del plancton che possono migrare verticalmente fino a 800 metri e mangiare grandi quantità di cibo in superficie. Hanno un tempo di ritenzione intestinale molto lungo, quindi i pellet fecali vengono solitamente rilasciati alla massima profondità. Le salpe sono note anche per avere alcuni dei pellet fecali più grandi. Per questo motivo hanno un tasso di affondamento molto veloce, anche perché i pellet possono aggregarsi su di loro, cosa che li fa affondare molto più velocemente. Come accennato in precedenza, la pompa lipidica rappresenta un flusso sostanziale di carbonio organico particolato (POC) nell'oceano profondo sotto forma di lipidi prodotti da grandi copepodi svernanti. Grazie allo svernamento, questi lipidi vengono trasportati in profondità in autunno e vengono metabolizzati al di sotto del termoclino durante l'inverno, prima che i copepodi risalgano in superficie in primavera. Il metabolismo di questi lipidi riduce il POC in profondità e produce CO2 come prodotto di scarto, contribuendo in modo potenzialmente significativo al sequestro del carbonio oceanico.